# 李秋江
李秋江（1927年—），男，辽宁盘山人，中国舞蹈编导，曾任沈阳部队前进歌舞团舞蹈队编导。